# Кухня Баха Мед
Кухня Баха Мед — це гастрономічний напрямок, заснований у Тіхуані, штат Баха Каліфорнія, Мексика. На сьогоднішній день кухня Баха Мед є візитною карткою всього штату Баха Каліфорнія, Мексика, та здобуває все більше і більше визнання за його межами. Назва Баха Мед включає в себе два ключових поняття: Баха -від назви штату Баха Каліфорнія (з ісп. Нижня Каліфорнія) та Мед, що походить від Медетереніан (з ісп. середземноморський).

## Концепція та інгредієнти
Традиційно кухня Баха Мед складається з трьох основних складових: мексиканська кухня (тортільяс, сальси, велика різноманітність перцю чилі), середземноморська кухня (місцеві міні-овочі, трави, оливкова олія, морепродукти, риба, сири) та азійська кухня (суміш кисло-солодких соусів та велика кількість рибних страв).
Найголовніше рисою кухні Баха Мед є використання тільки місцевих свіжих сезонних продуктів та інгредієнтів. Дуже часто ресторани Баха Мед віддають перевагу не друкованому меню, а простим шкільним дошкам, розміщеним безпосередньо у залах ресторанів, де майже кожен день крейдою записуються різноманітні страви, в залежності від пори року, врожаю, погоди та інших факторів. А деякі ресторани навіть не використовують морозильні камери, бо усі інгредієнти страв повинні бути неодмінно свіжими

## Приклади страв кухні Баха Мед
- Карпачо з буряка з блакитним сиром та м'ятним оцтом[4]
- Ризото з бобами, дикими грибами, уиклакоче[en] та епазоте[5]
- Сашимі зі свіжого морського гребінця з східним соусом, імбиром та кунжутною олією[4]
- Перці на грилі з оливковою олією, рукколою, часником та ангостурою[6]
- Сушений місцевий тунець з кактусом, чорним карамельним молє та маринованими грибами[5]
- Печена курка з трюфелями, морквою, ніжною картоплею та травами[5]

## Найвідоміші Баха Мед ресторани та шеф-кухарі
- La Querencia [Архівовано 14 лютого 2015 у Wayback Machine.] (Тіхуана), шеф-кухар Мігель Анхель Гуерро (один з засновників напрямку Баха Мед)[2]
- Mission 19 [Архівовано 5 лютого 2015 у Wayback Machine.] (Тіхуана), шеф-кухар Хав'єр Плаценсія[7]
- El Taller (Тіхуана), шеф-кухар Мігель Анхель Гуерро[8]
- Manzanilla [Архівовано 23 лютого 2015 у Wayback Machine.] (Енсенада) шеф-кухар Беніто Моліна[9]
- Corazón de Tierra [Архівовано 7 лютого 2015 у Wayback Machine.] (Гваделупе Ває), шеф-кухар Диего Ернандез[10]
- Finca Altozano [Архівовано 8 лютого 2015 у Wayback Machine.] (Гваделупе Ває), шеф-кухар Хав'єр Плаценсія

Більшість Баха Мед ресторанів входять до списку найкращих 25-ти ресторанів Мексики.